# آیومی
آیومی یک آلبوم در سبک هوی متال است که توسط تونی آیومی گیتاریست گروه بلک  سبث و تعداد زیادی از نوازندگان و خوانندگان مختلف ساخته شد. کسانی که در ساختن این آلبوم مشارکت داشتند عبارتند از:
- هنری رولینز از بند بلک فلگ و رولینز بند
- اسکین (نوازنده)
- برایان می از کویین
- دیو گرول از نیروانا (گروه موسیقی) و فو فایترز
- فیل انسلمو از پنترا
- سرج تانکیان از سیستم آو ا داون
- مت کامرون از ساوندگاردن و پرل جم
- بیلی کورگن از اسمشینگ پامپکینز
- ایان استبری از د کالت
- پیتر استیل از تایپ او نگاتیو
- آزی آزبورن و بیل وارد، هم گروهی‌های تونی آیومی در بلک سبث
- بیلی آیدل

ساختن آلبوم تقریباً ۵ سال زمان برد. تمامی آهنگ‌ها توسط آیومی، تهیه کننده باب مارلت و خوانندگان مربوط به هر آهنگ ساخته شده‌اند.(به استثنای آهنگ «فراموشی سیاه» که فقط توسط آیومی و بیلی کورگن ساخته شد)
طبق گفته‌های تونی آیومی، او و فیل انسلمو برای این آلبوم سه آهنگ ضبط کردند اما فقط یکی از آنها در آلبوم قرار گرفت. او همچنین گفته که: "چند آهنگ همراه بیلی آیدل و دو آهنگ همراه بیلی کورگن نوشتیم، اما تنها یکی از هر کدام را می‌توانستیم استفاده کنیم."
این آلبوم توانست به رتبه ۱۲۹ در جدول بیلبورد ۲۰۰ برسد و تک‌آهنگ آلبوم «بدرود سوگواری» به جایگاه ۱۰ در جدول Mainstream Rock در بیلبورد (مجله) رسید.